# 安迪·貝托爾斯海姆
安德烈亞斯·馮·貝托爾斯海姆（德語：Andreas von Bechtolsheim，1955年9月30日—），小名安迪·貝托爾斯海姆（Andy Bechtolsheim），生於德國巴伐利亞，電機工程師，為昇陽電腦共同創辦人與首席硬體工程師。

## 生平
貝托爾斯海姆出生於西德巴伐利亞，臨近阿默湖附近。
大學就讀於慕尼黑工業大學。1975年，得到傅爾布萊特計畫獎學金，至美國卡內基美隆大學留學，1976年取得電機工程碩士學位。1977年，加入Intel，並搬到加州矽谷，但因為公司安排他到奧勒岡州，他在一週後辭職。他在史丹佛大學找到一份夏季工作，之後登記入學，成為電機博士班學生。
在史丹佛大學期間，貝托爾斯海姆設計了一個高速電腦工作站，名叫SUN工作站（SUN workstation），其名稱取自史丹佛大學網路（Stanford University Network）的縮寫。這個工作站的設計靈感來自於由全錄帕羅奧多研究中心（Xerox PARC）所發展的Xerox Alto電腦。
1982年2月24日，安迪·貝托爾斯海姆等人創立昇陽電腦，安迪·貝托爾斯海姆成為第一個員工。
1998年投資谷歌創辦人拉里•佩奇與謝爾蓋•布林。開了一张金额为10万美元的支票给谷歌公司，是一個硅谷天使投資人。